# Беленький, Абрам Яковлевич
Абра́м Я́ковлевич (Хацкелевич) Бе́ленький (1882 или 1883, Свержень, Могилёвская губерния — 16 октября 1941, Коммунарка) — революционер-большевик, один из первых членов ВЧК, начальник личной охраны В. И. Ленина,  майор государственной безопасности (1935). Расстрелян в 1941 году, реабилитирован посмертно.

## Биография
Родился в еврейской семье, отец был мещанским старостой. Брат — Хаим Хацкелевич (Ефим Иезекиилевич, Ефим Яковлевич) Беленький (партийный псевдоним Сергей; 1875 г., Свержень Рогачевского уезда Могилёвской губернии — 1957 г., Минск), член РСДРП с 1898 года, создатель подпольной типографии Северо-западного комитета РСДРП. Племянник — актёр Я. С. Беленький. Младший брат — Григорий Яковлевич (Гирш Хацкелевич) Беленький (1885 (1895) г., Свержень Рогачевского уезда Могилевской губ. — 14 марта 1938 г., «Коммунарка»), член РСДРП с 1901 года, секретарь Виленской, затем Двинской организации РСДРП(б), секретарь парижской секции большевиков, в 1917—1925 гг. секретарь Красно-Пресненского райкома РСДРП(б)-ВКП(б), с 1926 г. участник партийной оппозиции. На момент ареста 18 сентября 1937 г. — директор московского Института повышения квалификации хозяйственников и инженерно-технических работников местной промышленности. Осужден по Сталинскому расстрельному списку «Москва-центр» ВКВС СССР к ВМН. Реабилитирован посмертно.
Вступил в РСДРП в январе 1902. Работал в кожевенных мастерских в Харькове, Гомеле, Могилеве, находясь параллельно на партийной работе. Неоднократно арестовывался. В декабре 1904 года эмигрировал во Францию, где работал сапожником и печатником в типографии, продолжая партийную работу. Учился в большевистской школе в Лонжюмо, где познакомился с В. И. Лениным. После Февральской революции вернулся в Россию в мае 1917 года. В мае — декабре 1917 года заведовал типографией ЦК РСДРП(б) «Труд» в Петрограде.

### Карьера в органах госбезопасности
В декабре 1917 года направлен на работу во Всероссийскую чрезвычайную комиссию по борьбе с контрреволюцией и саботажем при Совете народных комиссаров РСФСР (ВЧК), где занимал пост комиссара ВЧК по вопросам типографий. В 1918—1919 годах сотрудник Отдела по борьбе с должностными преступлениями. В июле 1918 года во время восстания левых эсеров был арестован вместе с Ф. Э. Дзержинским. В 1921—1922 годы был членом Коллегии ВЧК. В 1921—1922 годы был начальником спецотделения при Президиуме ВЧК (с марта 1922 по 1 октября 1928 года при Коллегии ГПУ-ОГПУ). Был ответственным за охрану высшего руководства СССР, в том числе В. И. Ленина (по другим источникам — с 1919 по 1924 гг. был начальником охраны В. И. Ленина). По рекомендации Беленького Дзержинскому Ф. Э. в Горки в 1922 году была набрана группа охраны В. И. Ленина примерно из 20 человек. Старшим группы был П. П. Пакалн. В группу входили Аликин Сергей Николаевич, Бельмас Александр Васильевич, Соколов Семён Петрович, Пидюра Макарий Яковлевич, Балтрушайтис Франц Иванович, Иванов Георгий Петрович, Казак Тимофей Исидорович, Кулик, Проценко и др.
С 29 сентября 1930 года — Особоуполномоченный при председателе ОГПУ СССР, с 10 июля 1934 года — Особоуполномоченный при наркоме внутренних дел СССР. Отвечал за разбор личных дел сотрудников НКВД. С 31 декабря 1936 года — помощник Особоуполномоченного НКВД СССР.

### Арест и казнь
9 мая 1938 года арестован по обвинению в «участии в контрреволюционном заговоре в органах НКВД». 16 мая 1938 года был уволен из органов НКВД вовсе как арестованный.
29 мая 1939 года был обвинён Особым Совещанием при НКВД СССР в «антисоветской агитации» и приговорён к 5 годам ИТЛ. 25 августа того же года возвращен из лагеря для переследствия.
26 апреля 1940 года решение ОСО было отменено. Внесен в список В. Меркулова от 6 сентября 1940 г. по 1-й категории.
7 июля 1941 года ВКВС ССР приговорен к смертной казни. Расстрелян 16 октября 1941 года вместе с большой группой осуждённых приговорами ВКВС СССР и местных военных трибуналов. Место захоронения и, возможно, расстрела — спецобъект НКВД «Коммунарка».
Реабилитирован посмертно 30 мая 1956 г. ВКВС СССР.

## Киновоплощение
- 1968 — «Шестое июля». В роли Абрама Беленького — Леонид Евтифьев